# 秋田太朗
秋田 太朗（あきた たろう、1979年5月1日 - ）は、日本の元ラグビー選手。

## プロフィール
- 福岡県出身[1]。
- ポジションはロック(LO)。
- 身長 190cm、体重 103kg
- ニックネームはジャンボ。
- 関西代表に選ばれたことがある[2]。
- 九州代表に選ばれたことがある。

## 略歴
香椎工業高校、福岡工業大学、ホンダヒートを経て、2008年、福岡サニックス（現・宗像サニックスブルース）に加入。しかし前所属チームからリリースレター（移籍承諾書）が出なかったので同年度のトップリーグ公式戦出場は出来なかった。
2009年9月5日に行われたジャパンラグビートップリーグ第1節の九州電力キューデンヴォルテクス戦に先発出場でトップリーグでの公式戦初出場を果たす。
2018年、現役を引退した。